# Туропоље (Велика Горица)
Туропоље је насељено место у саставу Града Велике Горице, у Туропољу, Хрватска.
По овом месту је названа Туропољска свиња.

## Становништво
На попису становништва 2011. године, Туропоље је имало 953 становника.

## Попис1991.
На попису становништва 1991. године, насељено место Туропоље је имало 851 становника, следећег националног састава:
| Попис 1991.‍  | Попис 1991.‍  | Попис 1991.‍ | Попис 1991.‍ | Попис 1991.‍ |
| ------------ | ------------ | ----------- | ----------- | ----------- |
|              |              |             |             |             |
| Хрвати       | Хрвати       |             | 794         | 93,30%      |
| Срби         | Срби         |             | 27          | 3,17%       |
| Југословени  | Југословени  |             | 11          | 1,29%       |
| Муслимани    | Муслимани    |             | 8           | 0,94%       |
| Словенци     | Словенци     |             | 3           | 0,35%       |
| Словаци      | Словаци      |             | 1           | 0,11%       |
| неопредељени | неопредељени |             | 1           | 0,11%       |
| непознато    | непознато    |             | 6           | 0,70%       |
| укупно: 851  |              |             |             |             |